# Prackovice nad Labem
Obec Prackovice nad Labem (německy Praskowitz) se nachází v okrese Litoměřice uprostřed Českého středohoří severně od České brány. Součástí obce je i vesnice Litochovice nad Labem. V obci žije 640 obyvatel. Přes území obce vede dálnice D8, včetně tunelu Prackovice a tunelu Radejčín.

## Historie
První písemná zmínka o obci pochází z roku 1352.

## Obyvatelstvo
Po druhé světové válce došlo v převážně německé obci k vysídlení starousedlíků. Počet obyvatel už nikdy nedosáhl předválečné úrovně.
|           | 1869 | 1880 | 1890 | 1900 | 1910 | 1921 | 1930 | 1950 | 1961 | 1970 | 1980 | 1991 | 2001 | 2011 |
| --------- | ---- | ---- | ---- | ---- | ---- | ---- | ---- | ---- | ---- | ---- | ---- | ---- | ---- | ---- |
| Obyvatelé | 391  | 446  | 419  | 521  | 503  | 536  | 575  | 374  | 418  | 396  | 353  | 299  | 306  | 351  |
| Domy      | 82   | 87   | 92   | 91   | 99   | 95   | 103  | 100  | 91   | 91   | 93   | 103  | 105  | 115  |

## Pamětihodnosti
- Kostel svatého Matouše